# ネイサン・ブロードヘッド
ネイサン・ブロードヘッド（Nathan Broadhead, 1998年4月5日 - ）は、ウェールズのプロサッカー選手。ウェールズ代表。EFLチャンピオンシップ・レクサムAFC所属。ポジションはフォワード。

## 経歴

### クラブ
2008年、10歳でレクサムを離れ、エヴァートンの下部組織へと移った。2017年12月6日、UEFAヨーロッパリーグのアポロン・リマソール戦でトップチームのメンバーに名を連ねた。82分から交代出場すると、ニコラ・ヴラシッチのゴールに関与し、アウェイでの勝利に貢献した。
2019年8月2日、エヴァートンと2021年までの契約延長に合意し、2019-20シーズンはEFLリーグ1のバートン・アルビオンにローン移籍で出場機会を求めた。翌日には、イプスウィッチ・タウンとの開幕戦に途中出場した。
2021年3月1日、プレミアリーグ第26節のサウサンプトン戦で、このシーズン初めてトップチームのベンチに入った。その後、4月12日のブライトン戦でプレミアリーグデビュー。
6月、エヴァートンと2年間の契約延長に合意。8月16日、リーグ1のサンダーランドにローン移籍。
2022年8月9日、EFLチャンピオンシップのウィガン・アスレティックにローン移籍。シーズン終了までの予定であったが、2023年1月6日、エヴァートンに呼び戻された。
1月9日、3年半契約でイプスウィッチ・タウンに完全移籍。移籍金は150万ポンドと報じられている。これにより、15年に渡り所属したエヴァートンを離れることとなった。加入から4試合目、リーグ第31節のシェフィールド・ウェンズデイ戦で移籍後初ゴールを記録した。
2025年8月14日、アカデミー時代に在籍したレクサムAFCに完全移籍で復帰し、4年契約を結んだ。移籍金の額は非公開だが、ESPNによればレクサムのクラブレコードとなる750万ポンド+出来高250万ポンドと推定されている。

### 代表
2014年からウェールズの世代別代表に選出され、2017年のモーリス・レヴェロ・トーナメントなど多くの国際大会を経験した。
2022年、FIFAワールドカップ予選・プレイオフ、UEFAネーションズリーグ・グループステージのメンバーとしてA代表に召集されたが、負傷のため離脱を余儀なくされた。
2023年3月25日、UEFA EURO 2024予選のクロアチア戦でA代表初キャップ。試合終了間際に代表初ゴールを挙げ、引き分けに持ち込んだ。

## 個人成績

### クラブ
| 国内大会個人成績 | 国内大会個人成績         | 国内大会個人成績 | 国内大会個人成績   | 国内大会個人成績 | 国内大会個人成績 | 国内大会個人成績 | 国内大会個人成績 | 国内大会個人成績 | 国内大会個人成績 | 国内大会個人成績 | 国内大会個人成績 |
| 年度             | クラブ                   | 背番号           | リーグ             | リーグ戦         | リーグ戦         | リーグ杯         | リーグ杯         | オープン杯       | オープン杯       | 期間通算         | 期間通算         |
| 年度             | クラブ                   | 背番号           | リーグ             | 出場             | 得点             | 出場             | 得点             | 出場             | 得点             | 出場             | 得点             |
| イングランド     | イングランド             | イングランド     | イングランド       | リーグ戦         | リーグ戦         | FLカップ         | FLカップ         | FAカップ         | FAカップ         | 期間通算         | 期間通算         |
| ---------------- | ------------------------ | ---------------- | ------------------ | ---------------- | ---------------- | ---------------- | ---------------- | ---------------- | ---------------- | ---------------- | ---------------- |
| 2017-18          | エヴァートン             | 55               | プレミアリーグ     | 0                | 0                | 0                | 0                | 0                | 0                | 0                | 0                |
| 2018-19          | エヴァートン             |                  | プレミアリーグ     | 0                | 0                | 0                | 0                | 0                | 0                | 0                | 0                |
| 2019-20          | バートン・アルビオン     | 9                | リーグ1            | 19               | 2                | 2                | 1                | 1                | 0                | 22               | 3                |
| 2020-21          | エヴァートン             | 34               | プレミアリーグ     | 1                | 0                | 0                | 0                | 0                | 0                | 1                | 0                |
| 2021-22          | サンダーランド           | 9                | リーグ1            | 20               | 10               | 3                | 2                | 1                | 0                | 24               | 12               |
| 2022-23          | ウィガン・アスレティック | 20               | チャンピオンシップ | 22               | 5                | -                | -                | -                | -                | 22               | 5                |
| 2022-23          | イプスウィッチ・タウン   | 33               | リーグ1            | 19               | 8                | -                | -                | 2                | 0                | 21               | 8                |
| 2023-24          | イプスウィッチ・タウン   | 33               | チャンピオンシップ | 38               | 13               | 1                | 0                | 2                | 0                | 41               | 13               |
| 通算             | イングランド             | イングランド     | リーグ1            | 38               | 10               | 2                | 1                | 3                | 0                | 43               | 11               |
| 通算             | イングランド             | イングランド     | チャンピオンシップ | 60               | 18               | 1                | 0                | 2                | 0                | 63               | 18               |
| 通算             | イングランド             | イングランド     | プレミアリーグ     | 1                | 0                | 0                | 0                | 0                | 0                | 1                | 0                |
| 総通算           | 総通算                   | 総通算           | 総通算             | 99               | 28               | 3                | 1                | 5                | 0                | 107              | 29               |

### 代表
| ウェールズ代表 | 国際Aマッチ | 国際Aマッチ |
| 年             | 出場        | 得点        |
| -------------- | ----------- | ----------- |
| 2023           | 9           | 2           |
| 2024           | 3           | 0           |
| 通算           | 12          | 2           |

#### ゴール
| #  | 年月日         | 開催地                                | 対戦国       | 勝敗 | 試合概要                      |
| -- | -------------- | ------------------------------------- | ------------ | ---- | ----------------------------- |
| 1. | 2023年3月25日  | スタディオン・ポリュド（ クロアチア） | クロアチア   | △1-1 | UEFA EURO 2024予選・グループD |
| 2. | 2023年10月11日 | Racecourse Ground（ ウェールズ）      | ジブラルタル | ○4-0 | 親善試合                      |

## タイトル

### クラブ
サンダーランド
- EFLリーグ1 プレイオフ（2020）[23]

### 個人
- EFLリーグ1 月間最優秀ゴール（2023年2月）[24]